# Mistrzostwa Europy w Judo 1961
10. Mistrzostwa Europy w Judo odbyły się w dniach 13 – 14 maja 1961 roku w Mediolanie. 

## Klasyfikacja medalowa
| Miejsce | Państwo         |   |   |    | Razem |
| ------- | --------------- | - | - | -- | ----- |
| 1       | Holandia        | 4 | 1 | 1  | 6     |
| 2       | Francja         | 2 | 5 | 1  | 8     |
| 3       | NRD             | 1 | 1 | 1  | 3     |
| 4       | RFN             | 1 | 0 | 3  | 4     |
| 5       | Włochy          | 1 | 0 | 2  | 3     |
| 6       | Belgia          | 0 | 1 | 2  | 3     |
| 7       | Austria         | 0 | 1 | 1  | 2     |
| 8       | Wielka Brytania | 0 | 0 | 4  | 4     |
| 9       | Czechosłowacja  | 0 | 0 | 2  | 5     |
| 10      | Jugosławia      | 0 | 0 | 1  | 1     |
| Razem   | Razem           | 9 | 9 | 18 | 36    |

## Medaliści

### Mężczyźni
| Konkurencja: | Złoto:                                                                                          | Srebro: | Brąz: |
| −68kg        | Claude Mesenburg                                                                                | André Bourreau | Luigi Fiocchi František Kuna |
| −80kg        | Heinrich Metzler                                                                                | Paul Kunisch | Ferdinand Miebach Michel Franceschi |
| ponad 80kg   | Anton Geesink                                                                                   | Herbert Niemann | Franz Sineck Borivoje Cvejić |
| Open         | Anton Geesink                                                                                   | Michel Bourgoin | Karl Nitz John Ryan |
| 1er dan      | Herbert Niemann                                                                                 | Yves Reymond | Benno Rigger Josef Novotný |
| 2er dan      | Jan van Ierland                                                                                 | Lionel Grossain | Georges Bouvier Anthony Sweeney |
| 3er dan      | Jean-Pierre Dessailly                                                                           | Willem Dadema | Heinrich Metzler John Ryan |
| 4er dan      | Nicola Tempesta                                                                                 | Theodor Guldemont | Hein Essink Daniel Outelet |
| Drużynowo    | Willem Dadema · Adri de Wolf · Johannes Schaeffer · Anton Geesink · Theo van Ierland · Holandia | Michel Bourgoin · Henri Courtine · Jean-Pierre Dessailly · Lionel Grossain · Alphonse Lemoine · Mathieu Vallauri · Francja | Kenneth Maynard · Ray Ross · John Ryan · Anthony Sweeney · W. Woodhead · Wielka Brytania · Danilo Baccianini · Romano Polverari · Nicola Tempesta · Remo Venturelli · Gino Zanchetti · Włochy |